# Subdivisões da Papua-Nova Guiné

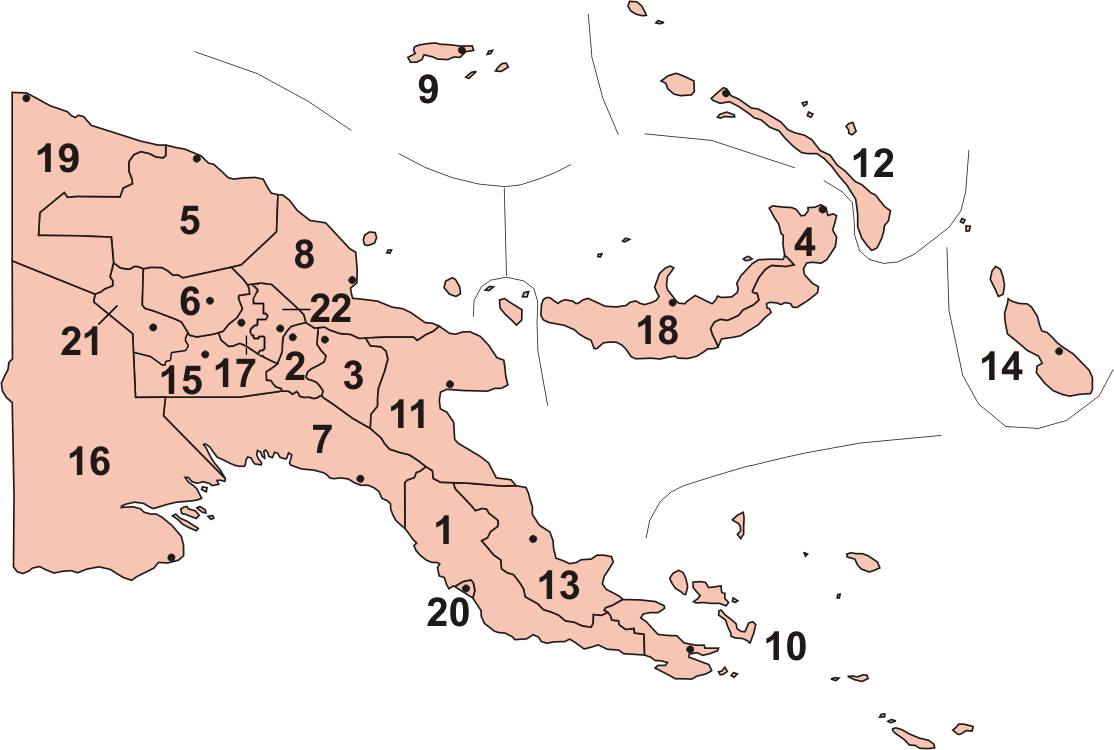
Províncias da Papua-Nova Guiné.

## Regiões
- Região das Terras Altas

- Região das Ilhas

- Região de Momase

- Região de Papua

## Províncias
O país tem 22 divisões a nível províncias: 20 províncias, uma região autónoma (Bougainville) e o Distrito da Capital Nacional:
1. Central
2. Chimbu (Simbu)
3. Terras Altas Orientais
4. Nova Bretanha Oriental
5. Sepik Oriental
6. Enga
7. Gulf
8. Madang
9. Manus
10. Milne Bay
11. Morobe
12. Nova Irlanda
13. Oro (Norte)
14. Região Autônoma de Bougainville
15. Terras Altas do Sul
16. Ocidental
17. Terras Altas Ocidentais
18. Nova Bretanha Ocidental
19. Sandaun (Sepik Ocidental)
20. Distrito da Capital Nacional
21. Hela
22. Jiwaka